# 코티즌
코티즌(Courtesan)은 현대 용법에서 정부나 매춘부, 특히 부유하고 강력하거나 영향력 있는 고객을 둔 여성에 대한 완곡한 표현이다. 이 용어는 역사적으로 군주의 궁정에 참석한 사람이나 기타 강력한 인물을 의미했다.

## 같이 보기
- 성매매
- 알마 (무용가)
- 기생
- 오이란